# Desperate Straights
Desperate Straights – album firmowany przez współpracujące grupy Slapp Happy i Henry Cow nagrany w 1974 i wydany w 1975 r. Sukces tej płyty spowodował, że oba zespoły się połączyły.

## Historia nagrania albumu
Grupy Slapp Happy i Henry Cow współpracowały ze sobą właściwe przez prawie cały 1974 r. Trio Slapp Happy składało się z następujących muzyków: Dagmar Krause: wokal, pianino; Peter Blegvad: gitara, wokal; Anthony Moore: instrumenty klawiszowe.
Po październikowym tournée Henry Cow po Holandii oba zespoły weszły do studia nagraniowego. Album został stosunkowo szybko nagrany, bo jeszcze w grudniu i wydany w 1975 r.
Ponieważ właściwie wszystkie utwory na płycie zostały skomponowane przez muzyków Slapp Happy, jest ona bardziej reprezentatywna dla stylu tej grupy.
W ponad miesiąc później, bo w lutym 1975 r., połączony już zespół pod firmą Henry Cow ponownie wszedł do studia aby nagrać następny album.

## Muzycy
Zespół
- Dagmar Krause[3]: wokal, pianino Wurlitzera (tylko na "In the Sickbay")
- Peter Blegvad: gitara, wokal
- Anthony Moore: pianino
- Chris Cutler: perkusja itd.
- Fred Frith: gitara, skrzypce
- John Greaves: gitara basowa, pianino (tylko na "Bad Alchemy")
- Tim Hodgkinson: klarnet, pianino (tylko na "Caucasian Lullaby")

Dodatkowi muzycy
- Geoff Leigh: flet
- Pierre Moerlen[4]: instrumenty perkusyjne (tylko w utworze "Europa")
- Muchsin Campbell: róg
- Mongezi Feza[5]: trąbka
- Nick Evans[6]: puzon
- Lindsay Cooper: obój i fagot

## Utwory
| 1.  | Some Questions about Hats (Moore/Blegvad) | 1:53  |
|     |                                           |       |
| 2.  | The Owl (Moore)                           | 2:17  |
|     |                                           |       |
| 3.  | A Worm Is at Work (Moore/Blegvad)         | 1:52  |
|     |                                           |       |
| 4.  | Bad Alchemy (Greaves/Blegvad)             | 3:06  |
|     |                                           |       |
| 5.  | Europa (Moore/Blegvad)                    | 2:48  |
|     |                                           |       |
| 6.  | Desperate Straights (Moore)               | 4:14  |
|     |                                           |       |
| 7.  | Riding Tigers (Blegvad)                   | 2:02  |
|     |                                           |       |
| 8.  | Apes in Capes (Moore)                     | 2:16  |
|     |                                           |       |
| 9.  | Strayed (Blegvad)                         | 1:54  |
|     |                                           |       |
| 10. | Giants (Moore/Blegvad)                    | 1:57  |
|     |                                           |       |
| 11. | Wyjątki z Mesjasza (Handel/Blegvad)       | 1:49  |
|     |                                           |       |
| 12. | In the Sickbay (Dagmar/Blegvad)           | 2:09  |
|     |                                           |       |
| 13. | Caucasian Lullaby (Cutler/Moore)          | 8:25  |
|     |                                           |       |
|     |                                           | 36:42 |
|     |                                           |       |

## Opis płyty
- Czas nagrania: listopad i grudzień 1974
- Studio: Manor Studios, Nova Studio
- Producent: Slapp Happy, Henry Cow i Simon Heyworth
- Litografie: Peter Blegvad
- Projekt okładki: Tim Schwartz
- Firma nagraniowa: Virgin Records

## Wznowienie na CD
CD przygotowano z oryginalnych taśm przez Boba Drake'a w Studio Midi-Pyrenees, 2004